# 玉帽夫人
玉帽夫人金氏，朝鮮三國時代新羅第9代君主伐休尼師今儿子昔骨正的夫人，第11代君主助賁尼師今、第12代君主沾解尼師今的母亲。
玉帽夫人是金仇道和述禮夫人的女儿，伐休尼師今死后，昔骨正的侄子奈解尼師今即位。奈解尼師今把女儿嫁给了昔骨正和玉帽夫人的儿子昔助賁。奈解王三十五年（230年），奈解王將死，遺言让女壻助賁繼位。助賁死后，弟弟沾解尼師今即位。

## 家族
- 父亲：金仇道
- 母亲：述禮夫人朴氏
- 丈夫：昔骨正
  - 儿子：11代王助賁尼師今
  - 儿媳：阿爾兮夫人昔氏
    - 孙女：命元夫人，昔于老夫人
    - 孙女：光明夫人，13代王味鄒尼師今夫人

  - 儿媳：朴氏，奈音葛文王之女
    - 孙子：14代王儒礼尼师今

  - 儿媳
    - 孙子：昔乞淑
      - 曾孙：15代王基臨尼師今

    - 孙子：昔祉

  - 儿子：12代王沾解尼師今
  - 女：昔氏，10代王奈解尼師今后宫
    - 外孙：昔于老
    - 外孙：昔利音